# 小菲施林根
小菲施林根是德国莱茵兰-普法尔茨州的一个市镇。总面积2.52平方公里，总人口259人，其中男性125人，女性134人（2011年12月31日），人口密度103人/平方公里。